# دورگه

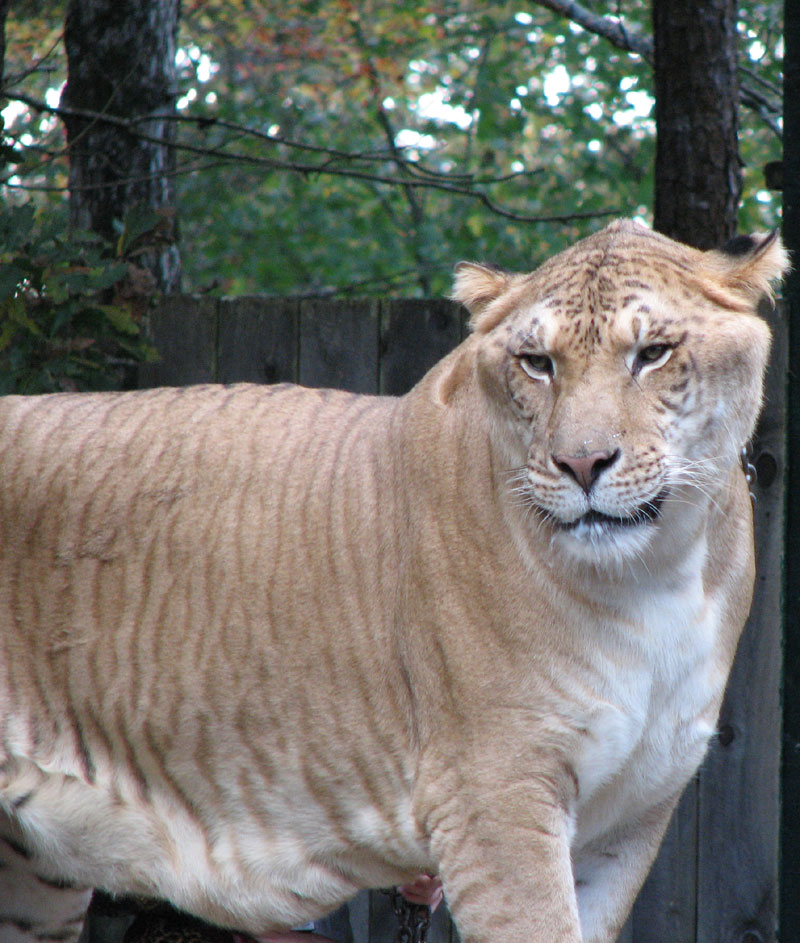
هرکول، یک «شیببر»، یک شیر/ببر دورگه

در زیست‌شناسی و به‌ویژه ژنتیک، اصطلاح دورگه معناهای گوناگونی دارد که همگی به جانداری حاصل از تولید مثل جنسی اشاره می‌کنند.
1. در حالت کلی، دورگه مترادف با هتروزیگوس است: ارگانیسمی پلوئیدی است که سلول‌هایش دو الل گوناگون از یک ژن را داشته باشند و حاصل آمیزش دو جاندار هوموزیگوس گوناگون باشد.
2. دورگه ژنتیکی دو الل گوناگون از یک ژن را داراست.
3. دورگه ساختاری نتیجه درآمیختن گامت‌هایی است که در حداقل یک کروموزوم خود دارای تفاوت باشند. این تفاوت به دلیل ناهمگونی ساختاری است.
4. دورگه عددی از درهم‌آمیختن گامت‌هایی که عدد پلوئیدی کروموزوم مختلف داشته باشند، پدید می‌آید.
5. دورگه دائمی وضعیتی است که در آن تنها ژنوتیپ هتروزیگوس رخ می‌دهد چرا که همه ترکیب‌های هوموزیگوسی نابودکننده هستند.

از دیدگاه آرایه‌شناسی، دورگه به فرزند متولد شده از درون‌زایی دو جانور یا گیاه از گونه‌های گوناگون پدید آمده باشد.
1. دورگه میان دو زیرگونه متفاوت در یک گونه مشخص (همانند آمیزش دو ببر از نژادهای بنگال و سیبریایی). حاصل دورگه‌سازی میان دو گونه مختلف از یک سرده (مانند شیر و ببر) (از سرده پلنگیان) نیز نوعی دورگه است. دورگه‌های میان دو سرده گوناگون با نام دورگه میانسردهای خوانده می‌شوند (همانند بزفند که از آمیزش بین گوسفند و بز به وجود می‌آید). دورگه‌های میانتیرهای بسیار کمیاب هستند. هیچ نمونه‌ای از ایجاد دورگه میان دو راسته گوناگون دیده نشده است.
2. دومین نوع دورگه از آمیختن میان جمعیت یا ارقام کشاورزی در یک گونه پدید می‌آید. این بدان معنا است که گیاه یا جانوری که دارای ویژگی‌های مورد نظر پرورش‌دهند هستند انتخاب می‌شوند تا ویژگی‌های بهتر و سودمندتر به نسل بعد منتقل شوند.